# Lucy Christalnigg

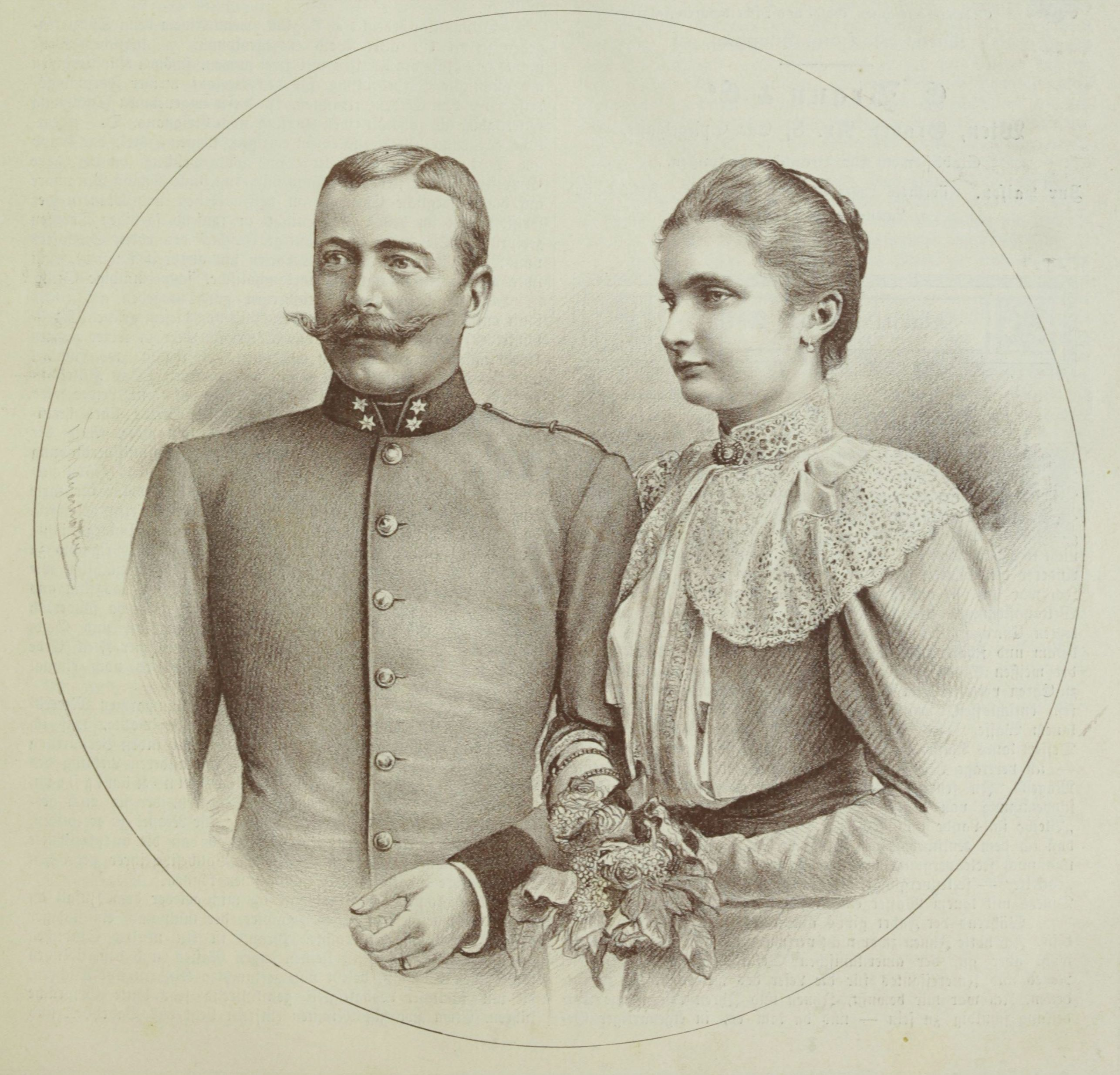
Porträt von Lucia Gräfin von Bellegarde und Oskar Graf Christalnigg von und zu Gillitzstein anlässlich ihrer Verlobung im Frühjahr 1893

Lucia Gräfin Christalnigg von und zu Gillitzstein (* 24. Juni 1872 als Lucia Gräfin Bellegarde zu Klingenstein in Klingenstein; † 10. August 1914 in Serpenitz), meist einfach Lucy Gräfin Christalnigg genannt, war eine österreichische Automobilistin und Philanthropin. Gräfin Christalnigg war eine der ersten Frauen ihres Standes, die selbst ein Auto lenkten. Besondere Bekanntheit erlangte sie durch ihren unglücklichen Tod. Kurz nach Ausbruch des Ersten Weltkriegs lenkte sie für das Rote Kreuz alleine ein Fahrzeug mit Hilfsgütern nach Görz. In der Nähe des Predilpasses reagierte die als notorische Schnellfahrerin bekannte „rasende Gräfin“ nicht (oder nicht rechtzeitig) auf die Zurufe eines Soldaten und wurde infolgedessen von ihm erschossen.

## Biographie

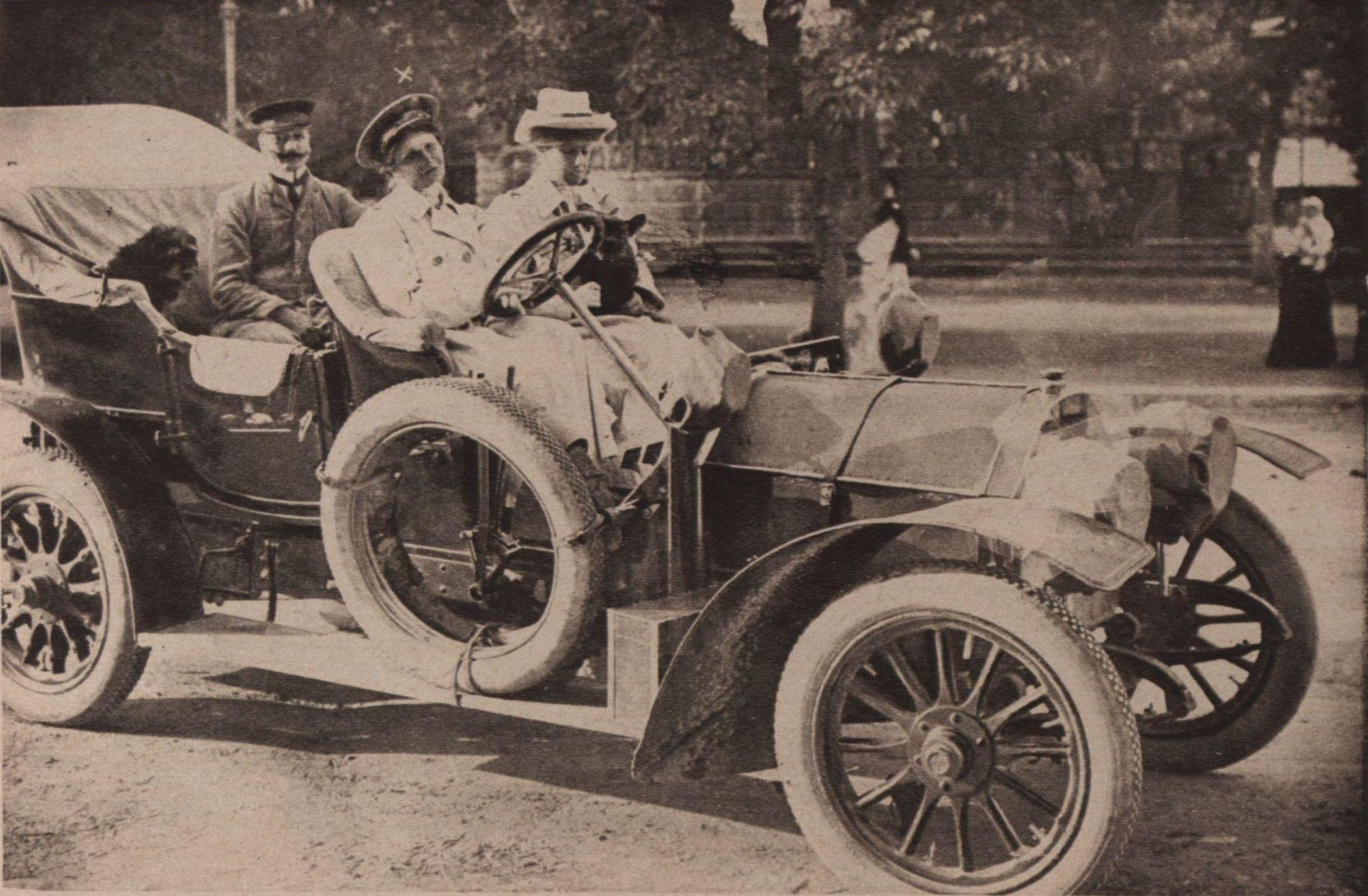
Originale Bildunterschriftː „Gräfin Lucy Christalnigg (X) am Lenksitz ihres Autos.“ Die Redakteure der Zeitschrift, die das Photo 1914 publizierte, wollten offenbar klarstellen, dass die Person am Steuer tatsächlich die Gräfin war.

Lucy Christalnigg entstammte dem ursprünglich savoyardischen Adelsgeschlecht der Grafen Bellegarde. Ihre Eltern waren der Kämmerer Graf Heinrich von Bellegarde (* 11. Oktober 1843; † 10. Januar 1890) und Gräfin Paula von Bellegarde geb. von Hartig (* 4. Oktober 1849; † 6. Oktober 1929). Am 9. September 1893 heiratete sie in der Grazer Herz-Jesu-Kirche Oberlieutenant Oskar Graf Christalnigg von und zu Gillitzstein, einen entfernten Verwandten. Die ursprünglich Kärntner Adelsfamilie der Christalnigg war durch die beginnende Montanindustrie zu Wohlstand bekommen, war reich begütert und gesellschaftlich hoch angesehen. Als Ausdruck dessen wohnte Erzherzogin Stephanie, Witwe des Kronprinzen Rudolf, der Hochzeit bei.
Zu den Besitzungen des Paares gehörten das Kärntner Schloss Eberstein, das Palais Christalnigg in Klagenfurt am Wörthersee und eine Villa im Rosenthal bei Görz, in der die Familie viel Zeit verbrachte. Die damals zu Österreich gehörende Stadt Görz war ein beliebter Urlaubsort der Oberschicht. Seit der Spaltung von Görz in Gorizia und Nova Gorica 1947 ist das Rosenthal unter dem Namen „Rožna Dolina“ ein Teil von Nova Gorica.

Die aus gesellschaftlichen Überlegungen heraus geschlossene Ehe der Christalniggs war unglücklich und wurde durch den Tod des einzigen Kindes (der vierjährigen Tochter Maria-Immaculata) durch eine Blutvergiftung zusätzlich belastet. Lucy Christalnigg flüchtete sich in verschiedene karitative Aktivitäten; unter anderem engagierte sie sich für das Rote Kreuz. Besonders angetan hatten es ihr jedoch erst schnelle Pferde, dann schnelle Automobile. Für eine Dame ihres Standes in jener Zeit vollkommen undenkbar, ließ sie sich dabei nicht von einem Chauffeur fahren, sondern lenkte selbst und nahm sogar an Autorennen teil. Aufgrund ihres Schnellfahrens erhielt sie zahlreiche Strafmandate und war allgemein als „Raserin“ bekannt. Innerhalb Kärntens hatte Christalnigg mit Melanie Khevenhüller-Metsch eine zweite automobilverliebte Gräfin als sportliche Konkurrentin und Mitstreiterin. Im Jahr 1908 hatte Christalnigg dem Grazer Automobilhändler Schiller seinen Itala-Rennwagen (Modell 25/40 HP) abgekauft, mit dem er kurz davor das Riesrennen gewonnen hatte. Sie ließ ihn umkonstruieren und gewann mit diesem Wagen noch im selben Jahr den ersten Preis (den sogenannten „Wanderpokal“) in der Klubkonkurrenz des Kärntner Automobilklubs. Die Wiener Allgemeine Automobil-Zeitung kommentierte Christalniggs Erfolg folgendermaßen:

„Der Sieg der Gräfin Christalnigg-Bellegarde ist sehr bemerkenswert; die Dame ist eine begeisterte Automobilistin, die ihren Itala-Wagen stets selbst steuert, und, was bei einer Dame selten der Fall ist, technisch so geschult ist, dass sie auf ihren Fahrten nicht einmal einen gelernten Chauffeur, sondern nur einen Diener mitnimmt, der im Falle einer Störung unter ihrer Anleitung die nötige Hilfe leistet.“

## Todesumstände

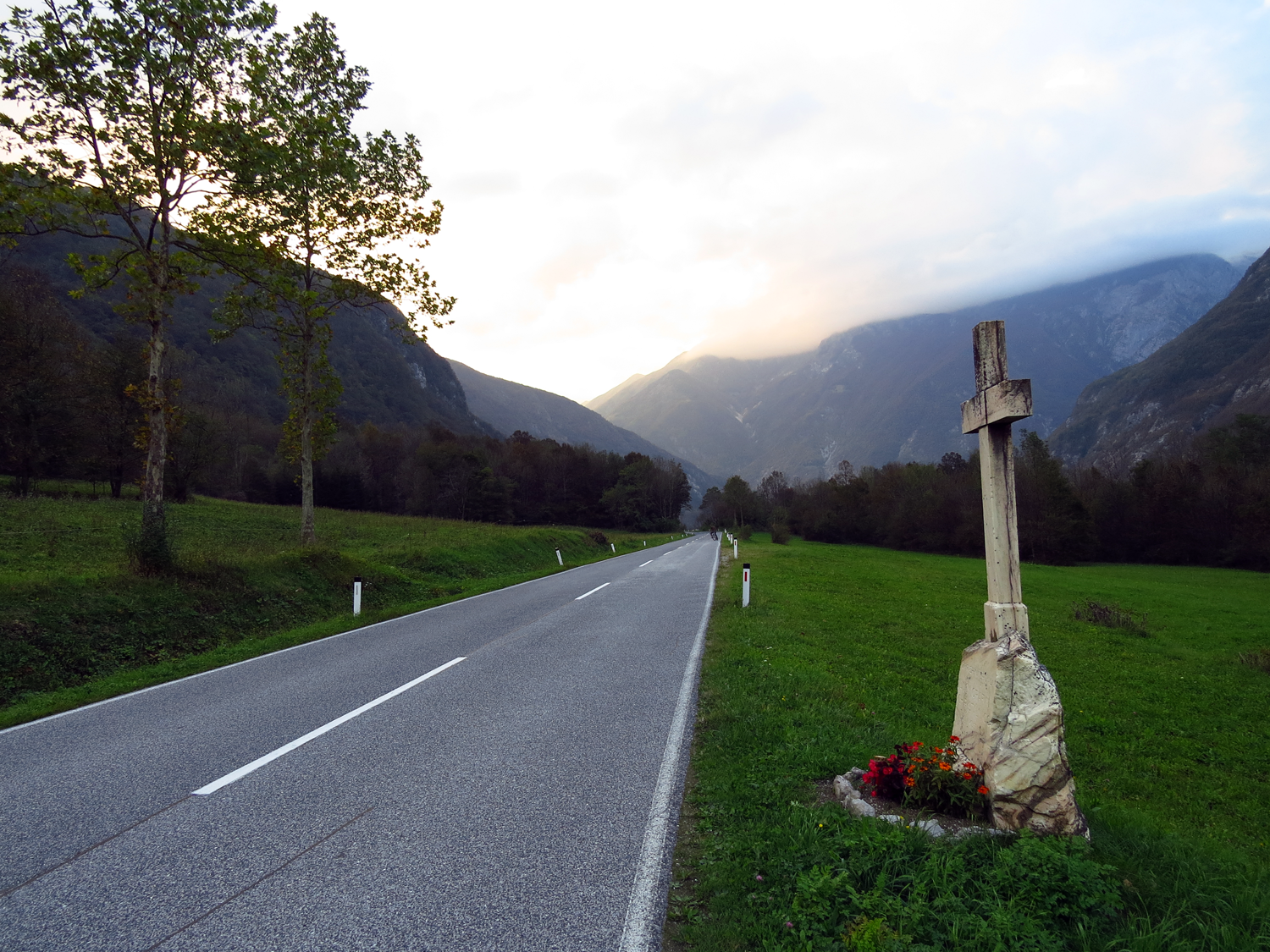
Die Unfallstelle mit Gedenkkreuz im Jahr 2014

Kurz nach Ausbruch des Ersten Weltkrieges hatte das Rote Kreuz in Görz im damaligen Österreichischen Küstenland ein Militärhospital eingerichtet. Aufgrund ihres Engagements für das Rote Kreuz erklärte Christalnigg sich bereit, eine Lieferung von Hilfsgütern und die beiden sie transportierenden Fahrzeuge, von denen einer als Krankenwagen dienen sollte, selbst aus Klagenfurt zur Unterstützung nach Görz zu bringen. Der Weg dorthin war ihr durch zahlreiche Aufenthalte in ihrer Villa in Rosenthal gut bekannt. Aus ungeklärten Gründen verzögerte sich der Aufbruch am 9. August 1914 bis in die Abendstunden. Christalnigg fuhr mit ihrem Hund im Wagen voraus, ihr Chauffeur und eine Assistentin folgten im zweiten Wagen nach. Vorab war eine Genehmigung zur schnellen Passage der militärischen Kontrollposten organisiert worden. Derer gab es viele im strategisch bedeutsamen Grenzgebiet zwischen Kärnten, Krain und Italien, dessen Verhalten zu diesem frühen Zeitpunkt im Krieg noch nicht klar und in der Vergangenheit oftmals spannungsgeladen gewesen war (vgl. auch Österreichische Festungswerke an der Grenze zu Italien). Viele Offiziere, insbesondere der k.u.k. Generalstabschef Franz Conrad von Hötzendorf, hielten einen Kriegseintritt Italiens gegen Österreich-Ungarn für realistisch. Gleichzeitig waren die Kräfte der österreichisch-ungarischen Armee zu diesem Zeitpunkt auf die Schlacht in Galizien und den Serbienfeldzug fokussiert. Die Sicherung der noch ruhigen Südgrenze zu Italien erfolgte nur durch eine Mischung unterschiedlicher Truppenteile, Ausbildungsbataillons, Reservisten und Gendarmen. Trotz aller Kriegseuphorie herrschte ob der unklaren Situation Nervosität unter den Soldaten.
Durch den späten Aufbruch war es schon nach Mitternacht, als der Konvoi den Predilpass überquerte. Christalnigg und ihr Chauffeur fuhren mit hoher Geschwindigkeit ein langes gerades Straßenstück in der Nähe des Dorfes Serpenitz (heute als Srpenica Teil der slowenischen Gemeinde Bovec) entlang, als sie einem Wachposten (vermutlich des k.k. Landsturm) begegneten. Der genaue Hergang der folgenden Ereignisse ist nicht endgültig gesichert. Offenbar reagierte Christalnigg nicht auf Warn- und Halterufe des Soldaten bzw. hörte sie bei der hohen Geschwindigkeit und der großen Lautstärke der damaligen Autos nicht. Nachdem auch ein Warnschuss nicht die erwünschte Wirkung erzielt hatte, feuerte der Soldat anordnungsgemäß auf die Fahrerin des Wagens, der ihn nun bereits passiert hatte, und traf Christalnigg tödlich in den Hinterkopf. Der führerlose Wagen rollte daraufhin in eine Mauer. Als Schütze ist ein Soldat namens Peter Fon überliefert. Ein 1872 in der Gegend geborener Soldat dieses Namens war 1910 aus dem regulären Militärdienst ausgeschieden. Somit ist es plausibel, dass er 1914 zum Landsturm eingezogen worden war und nun Wachdienst in seiner Heimat versah. Zwei weitere Soldaten namens Sloser und Boos seien dann unmittelbar nach den Schüssen herbeigeeilt. Die drei stoppten das nachfolgende Fahrzeug, vernahmen die Insassen und erkannten so den Irrtum. Anscheinend herrschte bereits damals Unklarheit darüber, ob es sich bei der Passiergenehmigung der Gräfin um ein offizielles Dokument oder eine informelle Erlaubnis basierend auf Christalniggs gesellschaftlichen Beziehungen gehandelt hatte. Eventuell enthielt diese Genehmigung (zumindest nach dem Verständnis der Gräfin) die Erlaubnis, die Posten zu passieren, ohne stehenzubleiben. Bei schlechter Kommunikation vorab könnte dies den tödlichen Irrtum erklären.

### Entwicklung nach dem gewaltsamen Tod

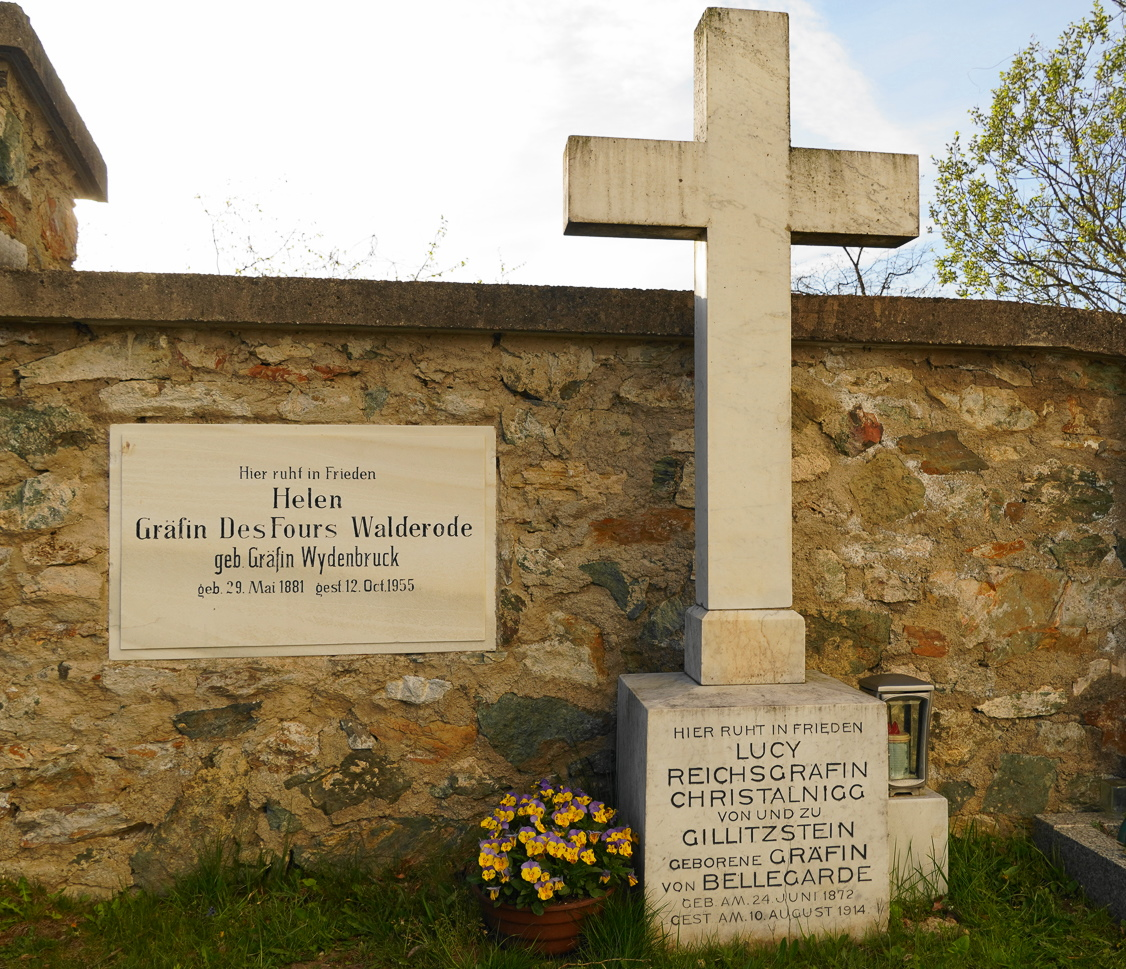
Grabstätte von Gräfin Lucy Christalnigg an der Pfarrkirche St. Michael am Zollfeld

Der Leichnam der Gräfin blieb bis zur Untersuchung durch eine aus Triest angereiste Kommission am folgenden Abend des 10. August im Wrack. Danach wurde Christalnigg provisorisch im Grab der befreundeten Familie Coronini-Cronberg am Friedhof von St. Peter in Görz bestattet. Am 1. Oktober 1914 wurde der Leichnam exhumiert und nach Kärnten überführt. Ob sich die involvierten Soldaten vor Gericht verantworten mussten, ist nicht geklärt. Seit der Überführung befindet sich Christalniggs Grab bei der Pfarrkirche St. Michael am Zollfeld. An der Unfallstelle erinnert ein Gedenkkreuz, das ihr Gatte in Auftrag gegeben hatte, an sie. Er heiratete am 4. Februar 1917 die deutsche Adelige Maria Lippe-Weißenfeld, die Ehe bestand bis zu Oskar Christalniggs Tod 1934. Im Jahr 1937 veröffentlichte seine Witwe ihre Memoiren. Neben den Zeitungsberichten und Archivalien rund um das Unglück sind sie die wichtigste zeitgenössische Quelle zu Lucy Christalniggs Leben.

## Wahrnehmung einst und jetzt
In der damaligen Presse bzw. unter Automobilisten wurde spekuliert, dass es Christalnigg gar nicht möglich gewesen sei, das schwere Fahrzeug rechtzeitig zum Stillstand zu bringen. Berichten zufolge fand man den Leichnam mit dem Fuß am Bremspedal des Wagens. Außerdem sei das vorgeschriebene Warnprozedere für motorisierte Fahrzeuge nicht tauglich gewesen. Wiederholt seien Lenker beschossen worden, weil sie Rufe von Sicherheitspersonal nicht wahrnehmen konnten. Zahlreiche Medien vermeldeten Christalniggs unglücklichen Tod. Im Unglauben darüber, dass die Gräfin selbst am Steuer eines Wagens gesessen haben könnte, nahmen manche Zeitungen einen Fehler des (nicht vorhandenen) Chauffeurs an. Der Irrtum ist verständlich, denn zu Lucy Christalniggs Lebzeiten waren Frauen am Steuer noch extrem selten – umso mehr bei Autorennen und Langstreckenfahrten. 1909, ein Jahr, nachdem Christalnigg ihren Rennwagen gekauft hatte, befanden sich unter den 1145 Mitgliedern des Österreichischen Automobil-Clubs 59 Frauen als außerordentliche Mitglieder. Von diesen wiederum war der Großteil nicht aus eigenem Antrieb, sondern als Gattin eines Clubmitglieds zum Automobilismus gelangt. Die Selbstständigkeit und Eigenverantwortlichkeit (vgl. das Ideal der Neuen Frau), die mit dem Lenken eines Autos einherging, machte dieses zu einem Symbol der Emanzipation, welches erst in den 1920er Jahren langsam auf breitere gesellschaftliche Akzeptanz stieß. Vor diesem Hintergrund erschien Christalnigg 2015 in einer Auswahl weiblicher Kandidaten für die Benennung einer Straße in Sankt Veit an der Glan, doch landete ihr Name in einer öffentlichen Abstimmung hinter Dolores Viesèr auf dem zweiten Rang.
Nach dem Ersten Weltkrieg geriet Christalniggs Schicksal jedoch vorerst in Vergessenheit. Rund um ihren hundertsten Todestag 2014 veröffentlichte der aus Gorizia, dem früheren Görz, stammende italienische Universitätsprofessor Nello Cristianini, inspiriert durch familiäre Verbindungen, eine Biographie Christalniggs. In der folgenden medialen Wiederentdeckung der Gräfin wurde sie rückblickend als erstes ziviles Opfer des Krieges (zumindest am Isonzo) bezeichnet und ihr unglückliches Ende als symbolhaft für die kurz darauf folgende Zerstörung von Görz und das politisch bedingte Zerreißen der gewachsenen Kulturlandschaft jener Gegend stilisiert.